# 芳塔索斯
芳塔索斯（希臘語：Φαντασός）是希臘神話中的夢神之一。
根據《神譜》所述，夢神（希臘語：Ὄνειροι，拉丁語：Somnia）是夜晚神倪克斯（Νὺξ）所生。而奧維德的《變形記》則說是睡神索姆努斯／許普諾斯（拉丁語：Somnus，希臘語：Ὕπνος）的三千位夢神兒子之中的一位。
[俄尼里伊（Onirii）/奧涅伊洛斯（Oneiros）：希臘神話中的夢囈神族（三千夢神）]
佛貝托爾、摩耳甫斯為其兄弟。

## 《變形記》中的芳塔索斯
根據奧維德的描述，夢神們各有不同的專長，芳塔索斯和摩耳甫斯（Μορφεύς）的能力剛好相反。

| Phantasos: ille in humum saxumque undamque trabemque, quaeque vacant anima, fallaciter omnia transit | 芳塔索斯: 本領是五花八門的手藝，他蒙上欺人的外觀， 幻化為土、石、水、樹等一切沒有生命的東西。[2][3] |

## 字源
Φαντασός是從變形記原書裡的拉丁文Phantasos改寫的希臘語。來自於名詞φαντασία（出現、顯露）；字根是動詞的φαίνω（顯露、帶來光芒）。
歐洲語言中以phanta-／phantas-為詞幹的單字通常都帶有（幻…）之類的意思，都是從拉丁語改寫至希臘語來的，如英語的phantasm（幻像）、phantasy（幻想曲）、phantasmal（幻影的）。